# 大工育成塾
大工育成塾（だいくいくせいじゅく）は、伝統的木造住宅の振興のための一般社団法人の教育訓練施設。

## 概要
- 少子高齢化および技術・技能の継承で困難になったため、危機となった。対策として、国土交通省からの支援で、2003年10月から育成するために開始[1]。国家プロジェクトで、3年間の研修期間で講義だけでなく、実習、担い手としての大工技能者を重点的に行われてきた。受け入れ工務店の指導棟梁の下で個別に実技指導を受ける現場修業が実施される。
- 13期で、450名に輩出、2015年4月の入塾を最後に募集停止した[2]。

## 所在地
- 東京塾：東京都港区虎ノ門1丁目1番21号 新虎ノ門実業会館2階
- 名古屋塾：名古屋市中区栄4丁目3番26号 昭和ビル9階
- 大阪塾：大阪市中央区南久宝寺町3丁目6番6号 御堂筋センタービル6階
- 福岡塾：福岡市博多区博多駅前2丁目12番12号 第5グリーンビル4階